# پلزیر، ایولین
شهر پلزیر (به فرانسوی: Plaisir) در شهرستان ایولین در ناحیه ایل-دو-فرانس با جمعیت ۳۱٬۵۳۹ نفر در کشور فرانسه واقع شده‌است